# Tottenham Hotspur FC
A Tottenham Hotspur (teljes nevén: Tottenham Hotspur Football Club) angol labdarúgóklubot 1882-ben Hotspur Football Club néven alapították.Többnyire csak Tottenham vagy Spurs néven emlegetik a szurkolók körében.
A Spurs a Chelsea-hez vagy az Arsenalhoz hasonlóan fővárosi csapat, így székhelyük, a Tottenham Hotspur Stadion is Londonban, Tottenham városrészben található. A csapat színei a fehér és a tengerészkék. Mottójuk Audere est Facere (angolul To Dare Is To Do, ami magyarul annyit tesz: „merni annyi, mint megtenni”), amely a klub régi címerén is fel volt tüntetve. Jelképük egy fiatal kakas egy focilabdán.
Ősi riválisuk a szintén észak-londoni Arsenal, a két csapat közötti meccseket észak-londoni derbi néven is említik.
A Tottenham volt az első klub a 20. században, amely egyszerre hódította el a bajnoki címet és az FA-kupát (az 1960–61-es szezonban), valamint az első brit klub, amelyik európai trófeát tudott nyerni.

## Történet, szezonok
A klubot 1882-ben a St John Middle Class School és a Tottenham Grammar School gimnazistái alapították Hotspur Football Club néven a Mindenszentek Templomban (All Hallows Church). A fiúk a Hotspur Cricket Club tagjai voltak. A srácok közösségét John Ripsher, presbiteriánus lelkész fogta össze, aki a fiúk Biblia-tanára volt. A Hotspur nevet Sir Henry Percy-vel (Sir Harry Hotspur) kapcsolták össze, aki a 14. században élt a térségben. A csapat neve később megváltozott Tottenham Hotspur Football and Athletic Club-ra, hogy megkülönböztessék magukat a London Hotspur nevű klubtól.
A fiúk kezdetben az YMCA (Keresztény Fiatalok Egyesülete) szárnyai alatt tudtak közösségi helyet találni, majd Ripsher a Tottenham városrész főútján, a High Road-on talált klubhelyiséget a Red House-ban, a jelenlegi stadion mellett.
Érdekesség, hogy a század végén a klub tagja volt Löwenrosen Károly iparosmester is, aki Angliában folytatott tanulmányokat, majd egy ideig ott is dolgozott és később jelentős szerepe volt az első magyarországi labdarúgó mérkőzés megszervezésében.
A Spurs először tengerészkék színű mezben játszott, majd félig kék, félig fehérre változtak a színeik, közben csokoládébarna és órarany mezben is játszottak (1896-ban). Végül az 1899-1900-as szezonban a Preston North End tiszteletére átváltottak fehér nadrág-tengerészkék mez párosításra.
Az első mérkőzésre a korabeli újság, a Weekly Herald szerint 1883. október 6-án került sor a Tottenham (akkor még Hotspur) otthonában. A hazai csapat magabiztos 9-0-s győzelmet aratott a Brownlow Rovers felett. A Spurs a Leaman – Tyrell, Dexter – Casey, Lovis – Lomas, Cottrell, Watson, Fisher – Harston, Buckle felállásban játszott.
Az első tétmérkőzést 1885-ben játszották a St. Albans ellen a London Association Kupában. A Spurs 5-2-re megnyerte a találkozót.
A rivális Arsenal csapatával (Royal Arsenal) először 1887-ben találkoztak. A mérkőzést 2-1-es Tottenham vezetésnél félbeszakították a sötétség miatt.
1888-ban költöztek korábbi pályájukról, a Lee folyó lápjairól (Tottenham Marshes) a Northumberland Park-ba. 1895. karácsonyán váltak profi csapattá, és játszhattak a Southern Football League-ben, ahol rendszeresen 15 000 fő körüli nézőszámuk volt. Első kupadöntőjüket 1897-ben játszották a helyi Charity kupában a Wellingborough ellen, azonban 2-0-ra elvesztették a meccset. 1898-ban a klub elnökének választották Charles Roberts-t, aki 1943-ig töltötte be ezt a posztot.

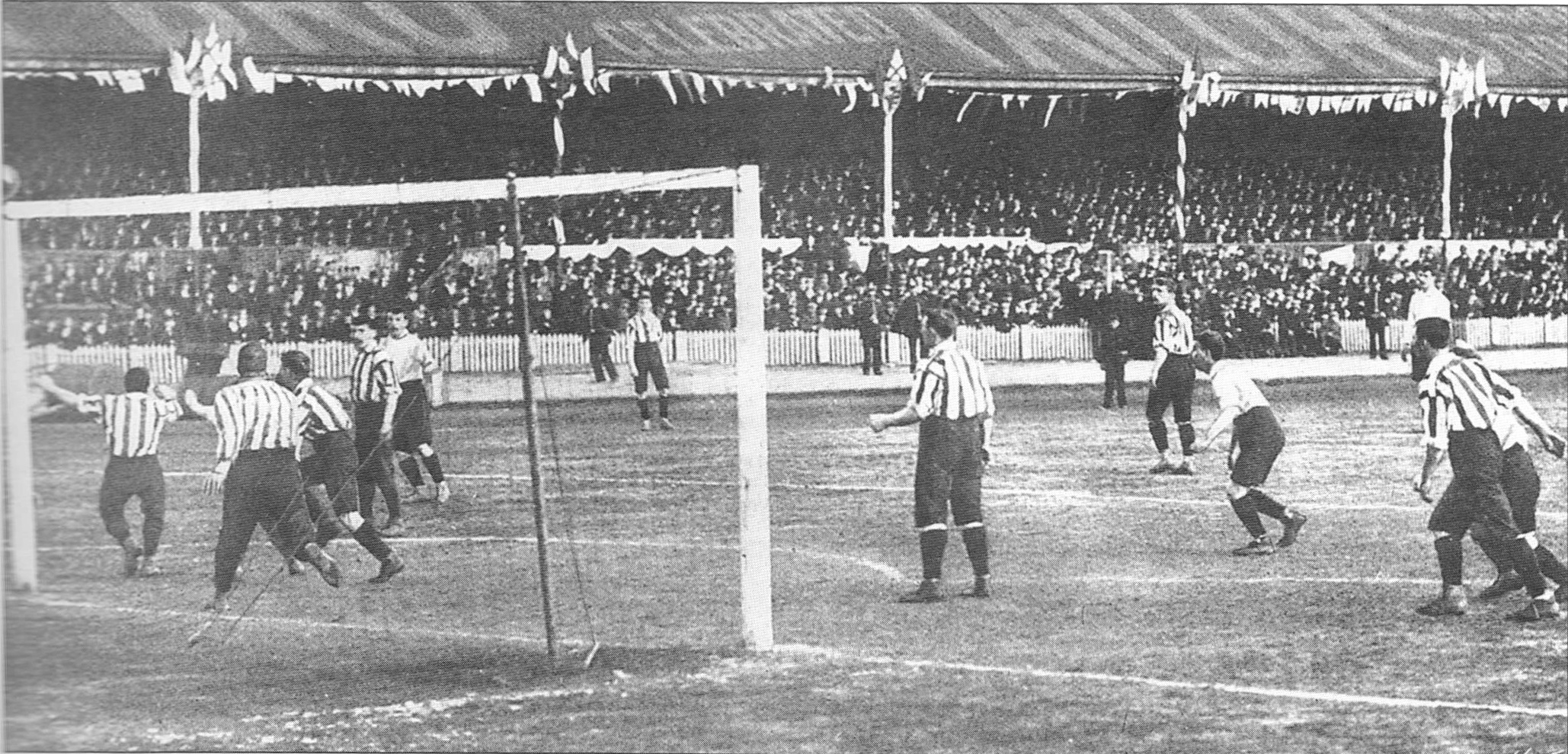
Az 1901-es FA-kupa-döntő

1899-ben költöztek át a mostani stadionjuk helyén lévő, White Hart Lane-re. Az első mérkőzés az új stadionban egy Notts County elleni barátságos mérkőzés volt. Az 1899-1900-as szezonban bajnokok lettek a Southern Football League-ben, a következő évben, 1901-ben pedig – első és eddig egyetlen Football League-en kívüli csapatként – FA-kupát nyertek a Sheffield United ellen. Az 1908-09-es szezonra az akkori másodosztályba (Second Division) nyertek felvételt, majd közvetlenül utána ezüstérmesként felkerültek az első osztályba. Itt játszottak egészen az 1914-15-ös szezon végéig, amikor az első világháború miatt felfüggesztették a labdarúgást.

### A két háború közt: 1919-1939
Mikor 1919-ben folytatódott a labdarúgás, az első osztály 20 csapatról 22-re bővült. A két hely a Chelsea-é (akik az 1914-15-ös szezonban a Tottenham-mel együtt estek volna ki az élvonalból) és az Arsenal-é lett. Az Arsenal feljutása vitatható volt, mivel csak a 6. helyen végeztek a Division 2-ben. Ez lett az alapja a két csapat komolyabb rivalizálásának (a rivalizálás hat évvel korábban kezdődött, mikor az Arsenal a Tottenham közelébe helyezte át székhelyét), ami a mai napig tart.
A Tottenham az 1919-20-as szezonban másodosztályú bajnok lett, és a következő évben, 1921. április 23-án második FA Kupa döntőjüket játszották a Stamford Bridge-en a Wolves ellen. A Spurs nyert 1-0-ra, ezzel együtt a kupát is elhódították.
Miután 1922-ben másodikként végeztek a Liverpool mögött a bajnokságban, a Spurs teljesítménye jelentősen romlani kezdett, és 1928-ban ismét a másodosztályba kerültek. Mikor 1939. szeptember 3-án Neville Chamberlain miniszterelnök kijelentette a háborút, a Spurs a hetedik volt a másodosztályban. A labdarúgást ismét felfüggesztették a háború idejére.

### 1945-1979
A háború után a futball hatalmas népszerűségre tett szert; szurkolók ezrei látogattak el hétvégenként a mérkőzésekre. 1949-ben az új menedzser, Arthur Rowe egy új játékstílust vezetett be. Köszönhetően az új taktikának, és olyan játékosoknak, mint Alf Ramsey, Ronnie Burgess, Ted Ditchburn, Len Duquemin, Sonny Walters, Bill Nicholson és Danny Blanchflower, a csapat ismét elsőosztályú lett, majd 1951-ben megnyerték első bajnoki címüket.

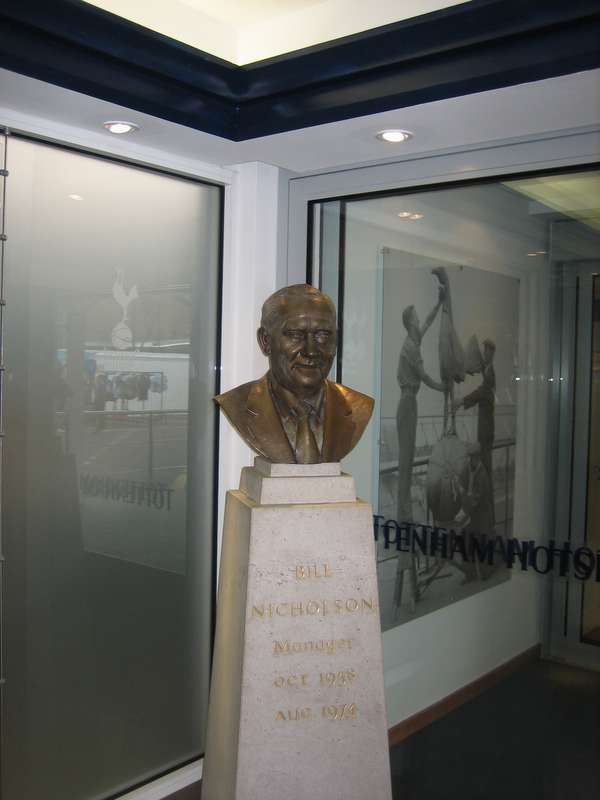
Bill Nicholson szobra a White Hart Lane-en

Bill Nicholson 1936-ban csatlakozott a Tottenham-hez mint tanonc. Az elkövetkező 68 évben a klubot szolgálta; minden lehetséges posztot betöltött az újonctól egészen az elnökig. Első mérkőzésén Tottenham-menedzserként 1958. október 11-én csapata 10-4-re legyőzte az Everton-t, ami a rekordjuknak számított. A következő években több trófeához juttatta a csapatot olyan kulcsjátékosokkal, mint Danny Blanchflower, John White, Dave Mackay, Cliff Jones és Jimmy Greaves. Az 1960-61-es szezonban bajnokságot, és FA-kupát nyertek egyszerre (a 20. században ők voltak az elsők, akik duplázni tudtak), 1962-ben ismét sikerült elhódítaniuk az FA Kupát, valamint bejutottak a Bajnokok Ligája (akkor még BEK) elődöntőjébe, azonban az Benficától 4-3-as összesítésben elbukták a döntőbe jutás lehetőségét. 1963-ban pedig a sikerek koronázásaként megnyerték a Kupagyőztesek Európa-kupáját, vagyis a KEK-et.
1964 után a sikeres, KEK-győztes csapat kiöregedett kerettagok, sérülések, átigazolások miatt felbomlott, de Nicholson új, ismételten sikeres csapatot épített ki többek közt Alan Gilzean, Mike England, Alan Mullery, Terry Venables, Joe Kinnear és Cyril Knowles segítségével. Az 1967-es FA Kupa-döntőben legyőzték a Chelsea-t, és harmadikok lettek a bajnokságban. Nicholson még két Ligakupa (1971 és 1973) és egy UEFA-kupa (1972) győzelemmel gazdagította a Tottenham sikerlistáját, mielőtt az 1974-75-ös szezon elején a rossz szezonkezdés, és a Feyenoord Rotterdam ellen elveszített UEFA-kupa-döntőben lázongó szurkolók miatt lemondott menedzseri posztjáról.
Bill Nicholson 16 évnyi edzősége alatt a Tottenham 8 trófeát nyert; a klub történetének ez volt a legsikeresebb időszaka. Egy menedzserduót, Johnny Gils-t és Danny Blanchflower-t szerette volna maga után hagyni a kispadon, de a csapat vezetősége egy ex-Arsenal játékost, Terry Neill-t választotta meg új menedzsernek, akivel az 1974-75-ös idény végén majdnem kiesett a csapat az első osztályból. A szurkolók sohasem fogadták el igazán őt, ezért 1976-ban elhagyta a klubot, helyére asszisztensét, Keith Burkinshaw-t nevezték ki.
A csapat 27 évi elsőosztályúság után az 1976-77-es szezon végén a másodosztályba csúszott le. Nem sokkal ezután a rivális Arsenalhoz eladták északír kapusukat, Pat Jennings-t, ami rossz választásnak bizonyult, és nagy felháborodást keltett a szurkolók körében. A Tottenham Jennings helyére leszerződtette a Liverpooltól Ray Clemence-t. 1978-ban a csapat visszajutott az élvonalba.
1978 nyarán Burkinshaw az egész futballvilágot megdöbbentette két argentin világbajnok, Osvaldo 'Ossie' Ardiles és Ricardo Villa leigazolásával, akiknek a szerződtetése újdonság volt az angol labdarúgásban.

### Az 1980-as évek
A csapat Burkinshaw irányítása alatt először csak 1981-ben nyert trófeát. Az újrajátszáson 3-2-re győzték le a Manchester City csapatát az FA Kupában. A győztes gólt Ricky Villa rúgta. A siker megismétlődött a következő évben; akkor a Queens Park Rangers volt az ellenfelük. A szezonban további három kupa megszerzésének közelében voltak: a húsvéti időszakban úgy tűnt, el tudják hódítani a bajnoki címet a Liverpool elől, de végül negyedikek lettek. A Ligakupa-döntőben is a Liverpool kaparintotta meg előlük a trófeát. A KEK elődöntőben a Barcelona otthon győzte le a csapatot 1-0-ra egy 1-1-es döntetlen után a White Hart Lane-en.
1984-ben második alkalommal nyertek UEFA-kupát olyan játékosokkal a keretben, mint Steve Archibald, Garth Crooks, Glenn Hoddle, Osvaldo Ardiles és Steve Perryman. A győzelem előtt pár héttel Burkinshaw bejelentette, a szezon végén távozik a csapattól. Az új menedzser Peter Shreeves lett, aki a '84-85-ös szezonban egészen a tabella harmadik helyéig vezette a csapatot. Irving Scholar 1982-ben vette meg a Tottenham-et, aki mindenekelőtt a klub anyagi helyzetét szilárdította meg. Shreeves két idény után otthagyta a csapatot.
Shreeves utódja a Luton Town edzője, David Pleat lett. Az 1986-97-es szezonban az öttagú középpályával (Hoddle, Ardiles, Hodge, Allen, Waddle), és a csatár Clive Allen-nel hasonlóképp több trófeára voltak esélyesek, mint az 1982-83-as idényben. Ám ezúttal sem sikerült bajnoki címet szerezniük, az Arsenal ellen elvesztették 1987-ben a Ligakupa-döntőt, és az FA Kupából is kiestek: a Coventry City 3-2-re győzte le őket. 1987 októberében Shreeves is lemondott. Őt az egykori Spurs-játékos, Terry Venables követte. Az 1989-90-es szezonban a harmadik helyet szerezte meg a csapat a bajnokságban, 1991-ben pedig FA-kupát nyertek. Ezekben a sikerekben nagy szerepe volt a két angol válogatott játékosnak, Paul Gascoigne-nak és Gary Lineker-nek.

### Premier League

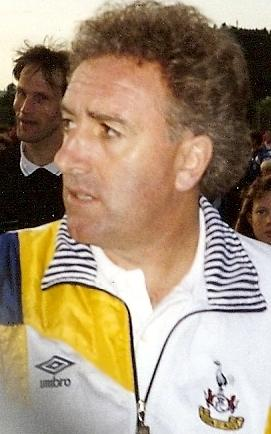
Doug Livermore, a csapat edzője 1993-ban

1990-ben a klub elnöke, Scholar a csőd szélén hagyta ott a csapatot. Venables az üzletember Alan Sugar-ral egyezett meg, hogy vegye át a Tottenham részvénytársaságát, és a vele járó 20 millió fontos adósságot, aminek nagy részét Gascoigne eladásából tudtak törleszteni. Venables vezérigazgató lett, az edzői posztot újra Shreeves vette át. Egy szezon után elbocsátották, őt a trénerduó Ray Clemence és Doug Livermore váltotta. Az 1992-ben megalakult Premier League (a The Football League utódja) első szezonjában a csapat a tabella közepén végzett. Venables egy Sugar-ral folytatott vita után távozott a klub testületéből.
1993-ban az egykori játékos, Ossie Ardiles lett a menedzser. Ardiles edzősége alatt játszott a Tottenham-nél az úgynevezett Famous Five, a Híres Ötös: a csatárduó Teddy Sheringham és Jürgen Klinsmann, mögöttük a középpályán Nick Barmby, a jobb szélen Darren Anderton, és Ilie Dumitrescu bal oldalon. Klinsmann gólerőssége miatt hamar közönségkedvenc lett. A drága igazolások ellenére a csapat nem ért el nagy sikereket, ezért Ardiles 1994 szeptemberében távozni kényszerült.
1994-ben a csapat játékosok illegális fizetése miatt az angol futball történetének legsúlyosabb büntetését kapta: 12 pont (4 győzelemnek megfelelő pont) levonást, egy év eltiltást az FA Kupában, és 600,000 fontos pénzbírságot. Sugar tiltakozására a pontlevonást és az eltiltást eltörölték.
Ardilest Gerry Francis követte a kispadon. Kezdetben úgy tűnt, a klub szerencséje ismét visszatér; a hetedik helyre léptek a tabellán, és bejutottak az FA Kupa elődöntőjébe, ahol azonban 4-1-re kikaptak az Everton-tól.
Az 1996-97-es szezonban a Tottenham a 10. helyen végzett a bajnokságban, és a szezon végén Teddy Sheringham a Manchester United-hez távozott. 1997 novemberében a csapat az utolsó előtti helyet foglalta el a tabellán, és kiesés fenyegette őket. Francis-t ezért elbocsátották, utóda a svájci bajnok Grasshoppers menedzsere, Christian Gross lett. Neki sem sikerült a szerencsét visszafordítani, és a csapat újra a kiesés ellen küzdhetett. Januárban a legendás csatárt, Jürgen Klinsmannt újra leigazolták, de már nem tudta azt a formáját hozni, mint első Tottenham-es korszakában. A szezon utolsó előtti mérkőzésén egy 6-2-es győzelem idegenben a Wimbledon ellen segített az élvonalban maradásban.
Gross-t George Graham váltotta az edzői poszton. Az új edző sok kritikát kapott a Spurs szurkolóitól, mivel korábban egyaránt volt a rivális Arsenal játékosa és menedzsere is. Ennek ellenére első szezonjában a Tottenham-nél a csapat a középmezőnyben végzett a tabellán és a Ligakupát is megnyerték a Leicester City ellen a Wembley-ben Allan Nielsen 93. percben rúgott góljával. A Spurs az FA Kupa elődöntőjébe is bejutott, azonban a Newcastle 2-0-ra legyőzte őket a hosszabbítás után, miután a bíró nem adott meg a Tottenham-nek egy érvényes büntetőt kezezésért a 'rendes' játékidőben. A szezon tetőpontjaként a csapat egyik szélsője, David Ginola Az év angol labdarúgója valamint Az év labdarúgója a szakírók szerint címeket is elnyerte.
Az 1999-2000-es eredménytelen szezon után Sugar eladta a klubot a Daniel Levy alatt futó ENIC Sports részvénytársaságnak.
2001 áprilisában a csapat egykori legendás játékosa, Glenn Hoddle lett az edző. Első mérkőzésén a csapata kikapott az Arsenaltól az FA Kupa elődöntőjében. A csapatkapitány, Sol Campbell a nyáron az Arsenalhoz távozott. Hoddle csapatának fő alkotói volt Teddy Sheringham, Gus Poyet és Christian Ziege. A 2001-02-es szezonban a Spurs kilencedik lett a bajnokságban, és az elődöntőben a Chelsea-t 5-1-re legyőzve bejutott a Ligakupa döntőjébe, ahol azonban a Blackburn Rovers ellen elvesztették a kupát.

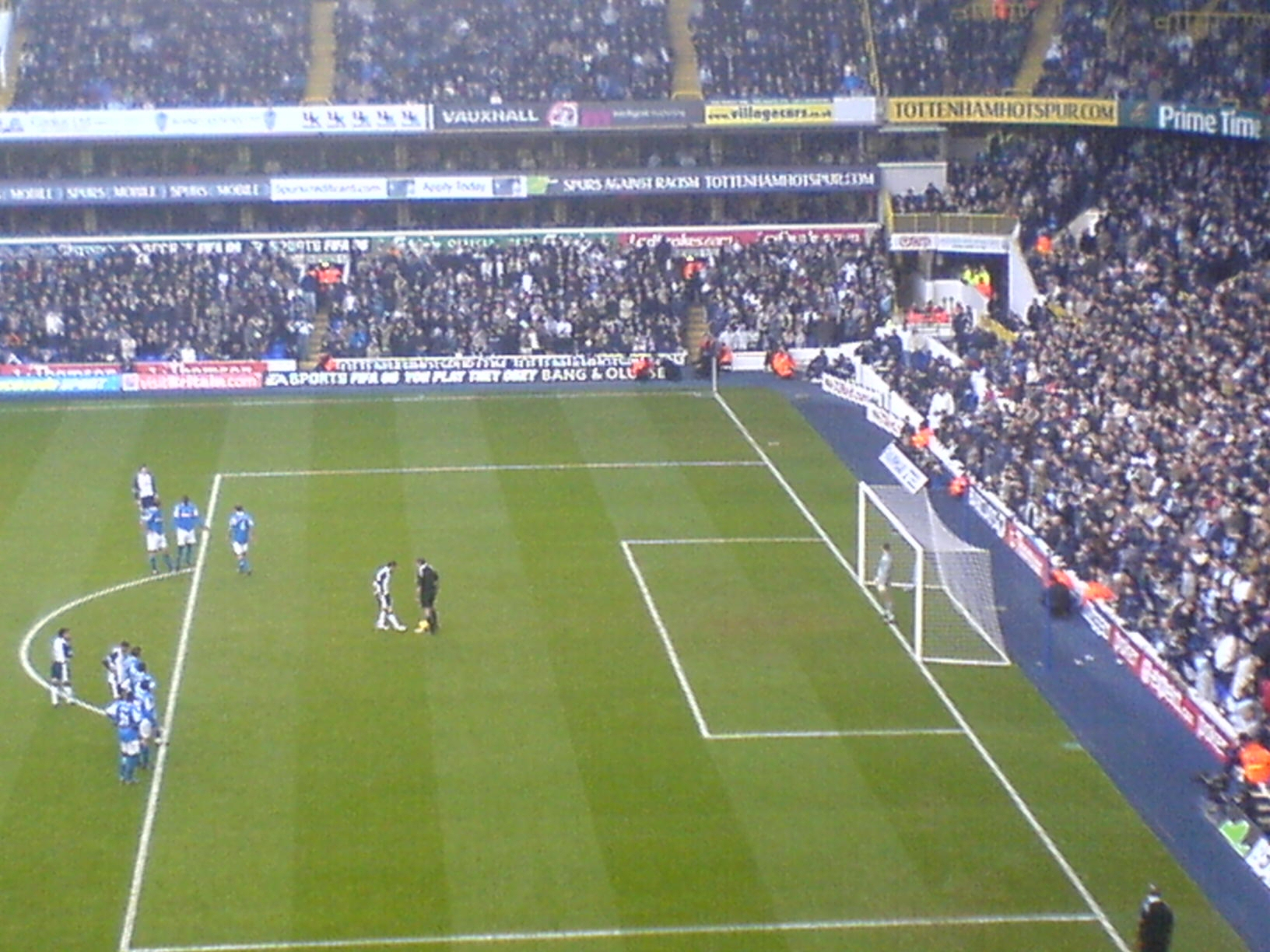
Robbie Keane büntetőrúgáshoz készülődik

Az egyetlen kiemelkedő igazolás a következő idény előtt Robbie Keane volt, aki 7 millió font ellenében csatlakozott a csapathoz a Leeds United FC-től. A 2002-03-as szezon jól kezdődött, februárban az első 6 között volt a csapat a tabellán, azonban az utolsó 10 mérkőzésen csupán 7 pontot szereztek, így a szezon végén tizedikek lettek. Számos játékos kritizálta nyilvánosan Hoddle módszereit és kommunikációs készségeit. Hat mérkőzés után a 2003-04-es szezonban, 2003 szeptemberében Hoddle-t elbocsátották, és David Pleat lett a megbízott edző, míg nem találtak megfelelő utódot az edzői posztra.
2004 májusában a francia Jacques Santini lett a csapat edzője, helyettese a holland Martin Jol. Mindössze 13 mérkőzés után Santini elhagyta a klubot, így Jol lett a tényleges edző. A holland menedzser hamar kedvenccé vált a szurkolók körében, és a szezon végén a kilencedik helyre vezette a csapatot. 2004-ben igazolta le a klub Fülöp Mártont, aki Paul Robinson angol válogatott kapus mellett nem kapott játéklehetőséget, ezért kölcsönadták a Chesterfield FCnek. Első teljes idényében, a 2005-06-os szezonban a Spurs hat hónapot töltött a Bajnokok Ligája indulást jelentő negyedik helyen, de végül csak ötödikek lettek. A szezon utolsó fordulója előtt egy ponttal vezettek a rivális Arsenal előtt a tabellán, de az utolsó meccsen a West Ham ellen nem tudtak győzni, mivel a csapat nagy részét vírusos betegség döntötte le a lábáról. A BL indulás elúszott ugyan a csapat számára, azonban a következő szezonban az UEFA-kupában mérkőzhettek meg.
2005-ben a klub sportigazgatója, Frank Arnesen a Chelsea-hez ment át, helyét Damien Comolli vette át.

#### 2006-2007-es szezon
A 2006-2007-es szezontól a csapat mezeit a Puma készíti, szponzoruk a Mansion lett. Hazai meze teljesen fehér színű, sötétkék nadrággal, az idegenbeli mez színe türkizkék lett, a harmadik mez (főleg az UEFA-kupában használták) pedig az 1890-es évekhez hasonlóan csokoládébarna, arannyal párosítva.
A legfontosabb igazolás Dimitar Berbatov volt, akit a Bayer Leverkusen-től vettek meg. További igazolások: Pascal Chimbonda a Wigan-től, Benoît Assou-Ekotto a francia RC Lens-tól, Didier Zokora az AS Saint-Étienne-től, és Steed Malbranque a Fulham-től, valamint 2007 elején a portugál Ricardo Rocha a Benficától. A középpályás Michael Carrick a Manchester United csapatához távozott.
Az idény sok sérüléssel sújtotta a csapatot; a kapitány Ledley King a szezon nagy részében hiányzott a csapatból, ugyanúgy, mint Assou-Ekotto, és Anthony Gardner. Hosszabb sérülésekkel küszködött Jermaine Jenas, Paul Stalteri, Didier Zokora, Teemu Tainio, Aaron Lennon, és a szezon végén Lee Young-Pyo. Voltak olyan mérkőzések, amikor Dimitar Berbatov, vagy Robbie Keane sem voltak bevethetőek.
A szezon végén az 5. helyen végzett a bajnokságban a csapat, így a következő szezonban is indulhattak az UEFA-kupában. A szezon egyik legnagyobb meglepetése volt a november 5-ei Chelsea elleni mérkőzés. A Kékek először vezetést szereztek, majd a Spurs Michael Dawson révén kiegyenlített végül Aaron Lennon berúgta a győztes gólt, így az eredmény 2-1 lett. A meccsről még hónapok múlva is beszéltek a szurkolók, és ódákat zengtek róla. A csapat az FA-kupában egészen a negyeddöntőig jutott, ahol viszont egy idegenbeli 3–3-s döntetlent követően 2–1-re elveszítették a visszavágót. A Ligakupa elődöntőjében a rivális Arsenallal találkoztak. A hazai mérkőzés 2–2-vel zárult, idegenben azonban 3–1-re veszítettek. 2006-2007-ben a csapat az UEFA-kupában is bizonyíthatott. Számos ellenfélen keresztül jutottak a negyeddöntőig, ám a spanyol Sevilla jobbnak bizonyult náluk, és kiestek a kiírásból.
A szezon legtöbb gólját az új játékos Berbatov lőtte.

#### 2007-2008-as szezon
Ebben az idényben ünnepli a klub fennállásának 125. évfordulóját. Az alkalomra új, félig fehér, félig világoskék mezt is készíttettek, és teljesen fehérben játsszák hazai mérkőzéseiket.
A csapat több új játékost is szerzett a nyár folyamán; többek közt a 17 éves Gareth Bale-t a Southampton-tól, Ádel Táarábt-ot az RC Lens-tól, Darren Bent-et a Charlton-tól klubrekordnak számító 16.5 millió fontért, és a francia U21 válogatott kapitányát, Younes Kaboul-t az Auxerre-től. 2007. december 24-én 3 millió fontért a Cardiff City-től leigazolták Chris Gunter-t, a walesi védőt.
A szezon nagyon rosszul kezdődött a Spurs számára. 8 meccsükből csupán egyet tudtak megnyerni, és háromszor játszottak döntetlent. A 10. forduló után kieső helyen (18.) álltak. Az október 25-ei, Getafe ellen elvesztett UEFA-kupa mérkőzés után menesztették Martin Jol edzőt, és asszisztensét, Chris Hughtont. Ideiglenesen Clive Allen-t nevezték ki edzőnek. Jol utódja Juande Ramos, a Sevilla edzője, aki a Blackburn elleni mérkőzésen október 28-án már a kispadon ült. A segédedző az egykori Spurs játékos, Gus Poyet lett.
Nagyra értékelem, hogy egy ilyen, nagy hagyományokkal és komoly múlttal rendelkező klubnál lehetek vezetőedező. Amióta trénerkedem, mindig is Angliába szerettem volna jönni. Őszintém remélem, hogy megszolgálhatom azt a bizalmat, melyet velem szemben tanúsítanak
A Ligakupa negyeddöntőjében 2007. december 18-án 2-0-ra győzték le a 2007-08-as szezonban otthon veretlen Manchester City-t emberhátrányban Defoe és Malbranque góljaival. Az elődöntőben a rivális Arsenal-lal találkoztak. Az első mérkőzés 1-1-es döntetlennel végződött az Emirates Stadionban (Jenas találatával a 37. perctől vezetett a csapat, amire Theo Walcott válaszolt a 79. percben), a visszavágót január 21-én rendezték.
Robbie Keane megszerezte 100. gólját a Tottenham színeiben, miután gólt lőtt a Sunderland-nek hazai pályán, a második félidő hosszabbításában 2008. január 19-én. Keane ismét bemutatta egyedi cigánykerék-bukfenc-pisztollyal lövő cowboy gólörömét -a szurkolók örömére.
Az idény talán legnagyobb meglepetése január 22-én történt: 9 év után ismét Tottenham siker született az észak-londoni derbin; a Ligakupa elődöntőjének második mérkőzésén 5-1-re győzték le az Arsenal együttesét hazai pályán. A gólokat Jermaine Jenas, Robbie Keane, Aaron Lennon és Steed Malbranque szerezte, valamint Nicklas Bendtner, az Arsenal játékosa vétett öngólt. A másik oldal gólját Emmanuel Adebayor szerezte.
Az FA-kupa negyedik körében január 27-én az Old Trafford-on mérkőzött meg egymással a Spurs és a Manchester United. 3-1-re győztek a "Vörös Ördögök" hazai pályán, így a Tottenham kiesett a kiírásból. A vendégek gólját Robbie Keane szerezte.
A januári átigazolási időszakban Juande Ramos több nagynevű játékost is a Tottenham-hez hozott: január 28-án a csapat leigazolta a Middlesbrough-tól Jonathan Woodgate-et, a Real Madrid-ot is megjárt védőt. A Rangers játékosa, Alan Hutton is a csapathoz érkezett, ugyanúgy, mint Gilberto a Hertha BSC-től. Így ő lett az első brazil játékos, aki Tottenham mezben játszik a Premier League-ben. Ellenben Jermain Defoe a Portsmouth-hoz, Wayne Routledge az Aston Villához, Anthony Gardner és Paul Stalteri kölcsönben az Everton-hoz, valamint a Fulham-hez távozott.
Első jelentősebb trófeájukat 9 év óta 2008. február 24-én szerezték: a Ligakupa döntőjében 2-1-re győzték le a címvédő Chelsea-t Dimitar Berbatov és Jonathan Woodgate góljaival az új Wembley Stadionban. Ezzel már négyszeres Ligakupa-győztesek lettek. A Mérkőzés Játékosa a végeredményt eldöntő Woodgate lett. A győzelemmel a Spurs automatikusan kvalifikálta magát a 2008-2009-es UEFA-kupába.
Ramos irányítása alatt az első komolyabb vereséget a Birmingham City-től szenvedték el március 1-jén. A Kékek 4-1-re győzték le a csapatot a St Andrews stadionban: Mikael Forssell mesterhármast szerzett, Sebastian Larsson szabadrúgásból volt eredményes. A szépítő találatot Jermaine Jenas szerezte. Ezután a csapat fontos pontokat szerzett: először a West Ham-et győzték le 4–0-ra, majd a Chelsea-vel játszottak 4–4-es döntetlent. Március 22-én a Portsmouth ellen megszületett a White Hart Lane századik gólja a 2007-08-as szezonban Darren Bent jóvoltából. A mérkőzés 2–0-ra végződött, a másik gólt Jamie O’Hara szerezte. A stadionban 24 mérkőzésen szerezték ezt a 101 gólt: 65-öt a Tottenham, 36-ot a vendég csapatok. 42 év óta ez az első szezon, amikor 100 feletti gól jött össze a Spurs stadionjában.
A szezont a csapat vereséggel zárta: 2008. május 11-én az utolsó fordulóban a Liverpool ellen szenvedtek 2–0-s vereséget hazai pályán. A tabellán a 11. helyen végeztek, a házi gólkirály holtversenyben Robbie Keane és Dimitar Berbatov lett (15 bajnoki gól, összesen 23).

#### 2008-2009-es szezon
A 2008–09-es szezonban használt mezeket 2008. május 6-án mutatták be. A hazai mez a szokásos fehér színű, sötétkék szegéllyel, az idegenbeli mez ebben a szezonban világoskék, az UEFA-kupában pedig fekete, arany szegélyű mezben játszanak.
A szezon legelső igazolása a horvát Luka Modrić volt. A csapat 2008. április 26-án jelentette be, hogy megegyeztek a Dinamo Zagreb csapatával középpályásuk igazolásáról. A játékost korábban a Newcastle-el, a Manchester City-vel, a Chelsea-vel és az Arsenal-lal is szóba hozták. Modrić 16.5 millió fontért csatlakozott a klubhoz. A csapathoz érkezett továbbá John Bostock a Crystal Palace-tól, Giovani Dos Santos a Barcelonától, a brazil kapus, Heurelho Gomes a PSV-től, és David Bentley a Blackburn-től. A távozók névsorában ott volt Teemu Tainio, Paul Robinson, Pascal Chimbonda, Steed Malbranque és Robbie Keane is.

## UEFA-kupa
A Tottenham volt az első klub, aki UEFA-kupát nyert 1972-ben. Akkori ellenfelük a Wolverhampton Wanderers volt, a Spurs 3–2-es összesítésben nyert. Döntősök voltak 1974-ben is, de a kupát a Feyenoord nyerte. A siker megismétlődött 1984-ben, akkor az Anderlecht-nél bizonyultak jobbnak a büntetőpárbaj során.

A Spurs 2006-ban és 2007-ben is megszerezte az 5. helyet a bajnokságban, ami UEFA-kupa indulást jelentett, 2008-ban pedig a Ligakupa győzteseként kvalifikálta magát a kupába.

### 2006–2007
Lásd még itt: A Tottenham Hotspur 2006-07-es szezonja / UEFA-kupa
2006. szeptember 14-én első ellenfelük a Slavia Praha volt. Jermaine Jenas góljával nyertek 1–0-ra, idegenben az Evzena Rosickeho stadionban. Szeptember 28-án a visszavágón is sikerült a győzelem: 1–0 a Spurs javára otthon a White Hart Lane-en.
Csoportkör

2006. október 19-én a Beşiktaş ellen idegenben 2–0 Ghaly és Berbatov góljaival. November 2-án a Club Brugge volt az ellenfél. 3–1-es Tottenham győzelem, Dimitar Berbatov kettő, Robbie Keane egy gólt szerzett. November 23-án idegenben a Bayer Leverkusen ellen Berbatov korábbi csapata ellen szerzett góljával nyert a csapat. December 14-én a Dinamo Bucureşti ellen 3–1 a White Hart Lane-en. Berbatov egy gólt lőtt, Defoe duplázott.
A csapatot a Feyenoorddal sorsolták össze a következő körre, azonban a holland csapatot szurkolói rendbontás miatt kizárták, így a Spurs játszott mérkőzés nélkül jutott a legjobb 16 közé. 2007. március 8-án a Braga elleni nyolcaddöntőben idegenben 3–2-re nyertek. Március 14-én a visszavágó szintén 3–2-re végződött Londonban. 2007. április 5-én a negyeddöntőben a spanyol Sevilla volt az ellenfél. Az első meccsen idegenben veszített a csapat 2–1-re, majd április 12-én a visszavágó 2–2-es döntetlennel végződött, így összesítésben a Sevilla jutott tovább 4–3-mal.

### 2007–2008
Lásd még itt: A Tottenham Hotspur 2007-08-as szezonja / UEFA-kupa
2007. szeptember 20-án a selejtezőkörben az első mérkőzés a ciprusi Anórthoszi Ammohósztu ellen otthon, a White Hart Lane-en magabiztos 6–1-es győzelemmel végződött Younes Kaboul, Michael Dawson, Robbie Keane, Darren Bent, és Jermain Defoe (2 találat) góljaival. Az október 4-i visszavágón a ciprusi együttes az 54. percben gólt szerzett, de Robbie Keane a 78. percben egyenlített, így a Spurs 7–2-es összesítésben tovább jutott.
Csoportkör
A 2007. október 9-i csoportkör-sorsoláson a Tottenham a G csoportba került. Ellenfeleik a spanyol Getafe, az izraeli Hapoel Tel Aviv, a dán Aalborg és a belga RSC Anderlecht.
2007. október 25-én a Spurs hazai pályán kapott ki 2–1-re a Getafe csapatától. A hazaiak gólját Defoe szerezte. November 8-án idegenben győzték le 2–0-ra a Hapoel Tel Avivot Keane és Berbatov góljaival. November 29-én 2–0-s hátrányból felállva sikerült legyőzniük az Aalborg csapatát. Berbatov, Malbranque és Bent voltak a gólszerzők. December 6-án az Anderlecht otthonában egy 1–1-es döntetlent elérve a legjobb 36 közé jutottak. A mérkőzésen Berbatov büntetőt értékesített.
A legjobb 16 közé kerülésért a cseh SK Slavia Praha csapatával kellett a Spurs-nek megmérkőznie, akikkel már a korábbi szezonban is találkoztak az UEFA-kupában. Az első mérkőzésen február 14-én Prágában a Tottenham 2–1-re hozta a találkozót; Berbatov révén már a 4. percben vezettek, majd a 30. percben Keane növelte a londoniak előnyét. A szépítő találatot a 69. percben David Střihavka szerezte Radek Černý hibáját követően. A visszavágón február 21-én Jamie O’Hara már a 7. percben gólt lőtt, azonban az 51. percben a vendégek Matej Krajčík révén egyenlítettek. A Spurs így 3–2-es összesítésben jutott tovább a nyolcaddöntőbe, ahol a holland bajnok PSV Eindhoven volt az ellenfelük. A nyolcaddöntő első mérkőzésén március 6-án hazai pályán szenvedtek egy gólos vereséget a PSV-től. A visszavágón a Philips Stadionban, Eindhovenben március 12-én Berbatov szerzett vezetést a csapatnak, majd 30 perces hosszabbítás következett. Mivel itt nem született gól, büntetők döntöttek a továbbjutásról. A PSV 6–5-re nyerte meg a tizenegyespárbajt, így ők jutottak tovább a negyeddöntőbe, a Tottenham pedig kiesett a kiírásból.

### 2008–2009
Lásd még itt: A Tottenham Hotspur 2008-09-es szezonja / UEFA-kupa
2008. szeptember 18-án az első körben a Tottenham hazai pályán 2–1-re nyert a lengyel Wisła Kraków ellen. A visszavágón október 2-án 1–1-es döntetlent értek el.

Csoportkör

A Tottenham a D csoportba került, ahol végül a 2. helyen végeztek. Október 23-án az Udinese ellen az első csoportmérkőzést 2–0-ra elveszítették, majd a Dinamo Zagreb és a NEC Nijmegen ellen 4–0-ra, illetve 1–0-ra nyertek. Az utolsó mérkőzésen december 18-án a Szpartak Moszkva ellen 2–2-es döntetlent értek el.
A legjobb 16 közé kerülésért a Sahtar Doneckkel mérkőztek meg. Az első találkozót 2009. február 19-én 2–0-ra vesztették el idegenben, majd február 26-án hazai pályán is csak 1–1-es döntetlent értek el, így kiestek a versenyből.

## 2010-től napjainkig
A Spurs 2016-ban a Premier League-ben harmadik lett, ezzel indulási jogot szerzett a Bajnokok Ligájába. 
A 2018-19-es Bajnokok ligája szezonban 1962 után először bejutottak a legjobb 4 közé, a Manchester City legyőzésével. Az Ajax elődöntőbeli kiejtésével – történelmük során először – bejutottak a Bajnokok Ligája döntőjébe, ahol vereséget szenvedtek a szintén angol Liverpool csapatától.
2023. július 1-jén Ange Postecoglou vette át a vezetőedzői posztot. Első szezonjában a bajnokság ötödik helyére vezette a klubot, ezzel biztosítva a 2024–25-ös szezonra szóló UEFA Európa-ligába való kvalifikációt. Postecoglou irányítása alatt a klub véget vetett 17 éves trófea nélküliségének, miután 1-0-  legyőzte a Manchester Unitedet a 2024–25-ös UEFA Európa-liga-döntőjében.

## Címer
Az 1901-es FA kupa-döntő óta szerepel a kakas a címeren. Henry "Hotspur" Percy, akiről a csapat (legnagyobb valószínűség szerint) a nevét kapta, híres volt lovaglásnál használt sarkantyúiról, és kakasviadalokra képzett kakasairól, amikre sarkantyúkat helyeztek. (Ez a címeren is jól látható.) 1909-ben egy korábbi játékos, William James Scott elkészített egy bronz szobrot, ami egy focilabdán álló fiatal sarkantyús kakast ábrázol. A szobor a White Hart Lane keleti lelátóján kapott helyet, azóta ott látható.
1956 és 2006 között a címeren a térség számtalan jellemzője megjelent. Az oroszlánok a címer két szélén a Northumberland család címeréről származnak, akik Tottenham nagy részét birtokolták, és Sir Henry Percy (Harry Hotspur) is közéjük tartozott.

A vár a Bruce Castle-re utal, ami csak pár száz méterre állt a stadiontól. Ma múzeumként működik. A fák a Seven Sisters fái, akik után metróállomást, és főutat neveztek el. A címeren továbbá az Audere Est Facere latin mottó volt olvasható.
Utánzatok és illegális másolatok ellen 1983-ban a címert kiegészítették kétoldalt két piros oroszlánnal, alattuk egy szalagon a klub mottója állt. Ezt a címert 23 évig használta a csapat.
2006-ban új címert készíttettek, amiről eltűntek az oroszlánok és a latin mottó. A kakas megnyúlt, vékonyabb lett, ettől az évtől már délcegebben áll a focilabdán, ami szintén megváltozott: régi idők labdáját idézi. A kakas és a labda alatt a csapat neve, a Tottenham Hotspur olvasható.

## A klub színei és mezek

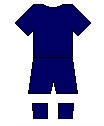
1883-84 Az első mez

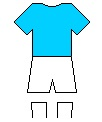
1884-86 és 125. évfordulós mez 2007-08

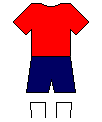
1890-96

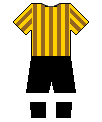
1896-98

A Spurs először tengerészkék mezben játszott. Aztán a színeik megváltoztak félig világoskék félig fehérről (1884), piros mez-kék nadrágra, majd öt évvel később, mikor profi klub lett a Spurs-ből, csokoládébarna – óaranyra (ezek a színek visszatértek a 2006-2007-es szezonban, mint UEFA-kupa idegenbeli mez).
Végül az 1899-1900-as szezonban fehér mez – tengerészkék nadrág összeállításban játszottak, a Preston North End tiszteletére, akik a legsikeresebb csapat voltak akkoriban.
Az első világháború után a kakas motívumot rátették a mezekre, majd 1939-ben rákerültek a hátukra a számok is.
1983-ban a Holsten lett az első szponzor.
Amikor 2002-ben a Thomson-t választották szponzornak, kisebb felháborodást keltett a Tottenham szurkolók körében, hogy a mez elején a logo piros lett; legfőbb riválisuk, az Arsenal színe. Meglepő, hogy az ugyancsak piros logójú új szponzor, a Mansion szinte egy megjegyzést sem kapott.
2007-ben a klub fennállásának 125. évfordulójára egy félig fehér, félig világoskék mezt készíttettek, ami színeiben az 1884-es mezt idézi. Az alkalomra teljesen fehérben játsszák hazai mérkőzéseiket.

### A mezek gyártói
- 1978-1980: Admiral
- 1980-1985: Le Coq Sportif
- 1985-1991: Hummel
- 1991-1995: Umbro
- 1995-1999: Pony
- 1999-2002: Adidas
- 2002-2006: Kappa
- 2006-2012: Puma
- 2012-2017: Under Armour
- 2017-2018: Nike[68]

### Mezszponzorok
- 1882-1983: nincs szponzor
- 1983-1995: Holsten
- 1995-1999: Hewlett Packard
- 1999-2002: Holsten
- 2002-2006: Thomson Holidays
- 2006-2009: Mansion
- 2009-2013: AUTONOMY
- 2013-2014: Hewlett Packard
- 2014-        : AIA

## Stadionok

### Tottenham Marshes
A Tottenham első meccseit játszotta itt, és 6 évig maradtak is. Ebben a stadionban játszottak először az ősi rivális Arsenal-lal (akkor még Royal Arsenal).A Tottenham 2-1-re vezetett, de a mérkőzést lefújták a rossz világítás miatt, mivel a vendég csapat későn érkezett a stadionba.

### Northumberland Park
1898-ban költözött a csapat a Northumberland Park-ba, de csupán egy évig maradtak, ugyanis egy nagyobb stadionra volt szükségük a nagy nézőszám miatt. Ezért 100 yarddal odébb költöztek, a jelenlegi stadionjukba.

### White Hart Lane
Lásd még itt: White Hart Lane.

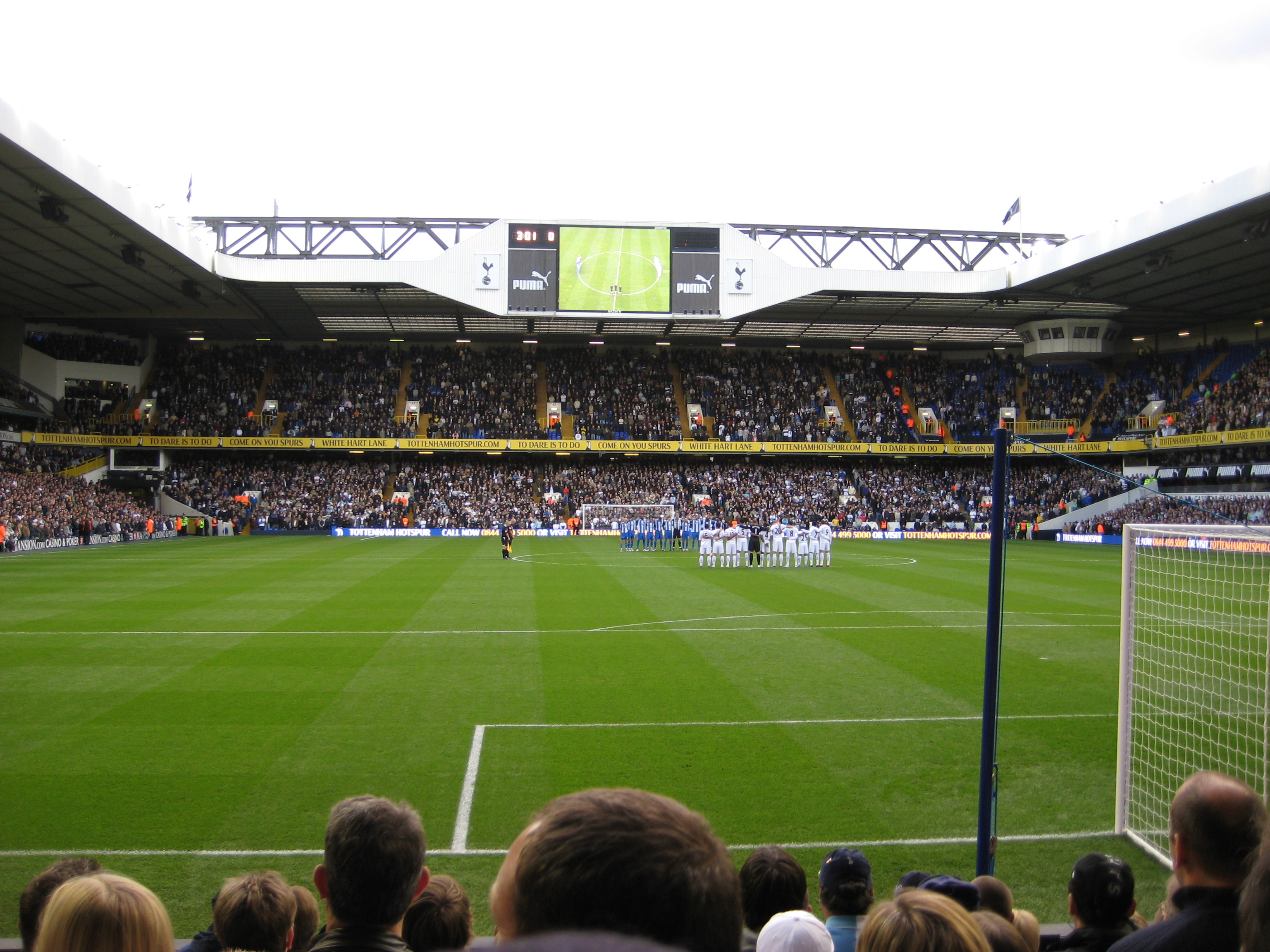

A White Hart Lane a Spurs előző stadionja volt. Az első mérkőzést a Notts County ellen játszották, akkor 5000 ember nézte meg a meccset. A Spurs nyert 4-1-re. A Queens Park Rangers volt az első csapat, akik tétmeccset játszottak a stadionban, 11 000 ember előtt.
1905-ben lett a White Hart Lane a csapat tényleges tulajdona. A klub növekedésével együtt a stadion is növekedett; 1909-ben építették meg a fő lelátót, és tetőt emeltek a keleti lelátó fölé.
Lebontása előtt 36,240 férőhelyes volt. A csapat több, mint 100 év után hagyta el a stadiont és beköltözött a Tottenham Hotspur Stadionba.

## Női csapat
A Tottenham női csapatát 1985-ben alapította Sue Sharples és Kay Lovelock Broxbourne Ladies néven. Az 1991-92-es szezonban vették fel a Tottenham Hotspur nevet. Otthonuk a The Hive Stadion Edgware-ben. Jelenleg a női első osztályban játszanak.

## Szurkolók
A Spurs-nek mintegy másfél millió szurkolója van Nagy-Britanniában. Az 1950-es és 1960-as években több szezonban is a csapat rendelkezett a legnagyobb átlagnézőszámmal Angliában.

### Híres szurkolók
- Salman Rushdie – brit indiai író
- Chris Acland – angol zenész
- Kenneth Branagh – északír színész[75][76]
- Phil Collins – angol zenész, színész[76]
- Rupert Grint – angol színész[77]
- Jude Law – angol színész[76]
- Benjamin McKenzie – amerikai színész
- Colin Monk – angol dartsjátékos
- Steve Nash – kanadai kosárlabdázó
- Tuanku Syed Sirajuddin – Malajzia királya, Perlis Rádzsája
- Tracie Young – brit popénekes
- V. Harald norvég király

## Indulók
A Tottenham-nek nincs meghatározott himnusza, mint például a Chelsea-nek a Blue Is The Colour…, vagy a Liverpool-nak a You Will Never Walk Alone. A legtöbbször a Glory Glory Tottenham Hotspur… kezdetű dalt éneklik a szurkolók csapatuk győzelmei után.
| | Glory Glory Tottenham Hotspur | |
| --- | --- | --- |
| Glory glory Tottenham Hotspur Glory glory Tottenham Hotspur And the Spurs go marching on. Tottenham are the greatest team the world has ever seen Tottenham are the greatest team the world has ever seen Tottenham are the greatest team the world has ever seen And the Spurs go marching on. | Glory glory Tottenham Hotspur Glory glory Tottenham Hotspur And the Spurs go marching on. We're the pride of North of London we're the kings of White Hart Lane We're the pride of North of London we're the kings of White Hart Lane We're the pride of North of London we're the kings of White Hart Lane And the Spurs go marching on. Glory glory Tottenham Hotspur And the Spurs go marching on. | Glory glory Tottenham Hotspur Glory glory Tottenham Hotspur And the Spurs go marching on. Loyal Spurs supporters and they come to every game Loyal Spurs supporters and they come to every game Loyal Spurs supporters and they come to every game And the Spurs go marching on |

Gyakori szurkoló dalok:
- Glory Glory Tottenham Hotspur
- We Are Tottenham…
- Yid Army
- When The Spurs Go Marching In
- We're The Park Lane
- Ossie's Dream
- Hot Shot Tottenham
- The Victory Song
- Nice One Cyril

## Riválisok

### Észak-londoni derbi
A Tottenham ősi riválisa az Arsenal. A két csapat először 1887. november 11-én találkozott egymással egy barátságos mérkőzés keretében. Az Arsenal akkor még Plumstead-ben 'lakott', és nevük Royal Arsenal volt. A meccset a vége előtt 15 perccel lefújták a sötétség miatt. A Spurs vezetett 2-1-re. Az első bajnoki mérkőzésük az élvonalban 1909. december 4-én 1-0-s Arsenal győzelemmel zárult.
A komolyabb rivalizálás 1913-ban kezdődött a két klub között. Az Arsenal ugyanis ekkor költözött stadionjából, a Manor Ground-ról a Highbury-be, csupán 4 mérföldre a Spurs otthonától, a White Hart Lane-től. Így a Tottenham legközelebbi szomszédjai lettek, és megkezdődött a versengés köztük. Első mérkőzésüket úgy, hogy már mindkét csapat észak-londoni volt 1914. augusztus 22-én játszották a White Hart Lane-en. Annak ellenére, hogy az Arsenal a másodosztályban, a Tottenham pedig az elsőosztályban szerepelt, az ágyúsok 5-1-es győzelmet arattak.
A rivalizálás fokozódott 1919-ben, amikor az elsőosztály 18-ról 20 csapatra bővült. A 19. helyezett Chelsea, akik egyébként kiestek volna, bennmaradhattak az élvonalban. A fennmaradt egy helyre joggal 'pályázhatott' a Tottenham, akik 20-adikak lettek, és esélyes volt még a Barnsley is, akik 3-adikként végeztek a másodosztályban. A végén egyik csapat sem kapta meg a helyet; a másodosztályban 6-odik Arsenal szavazatokkal került fel az elsőosztályba.

#### Statisztika
2008. január 22. szerint 159 elsőosztályú mérkőzést játszott egymással a két csapat 1909, azaz az első bajnoki találkozó óta. Ebből 67 Arsenal, 50 Tottenham győzelemmel végződött. A legtöbb gólt észak-londoni derbin 2004. november 13-án szerezték; az Arsenal 5-4-re győzött a Premier League-ben a White Hart Lane-en. A legnagyobb arányú győzelem 6-0 volt az Arsenal javára 1935. március 6-án. A Tottenham kétszer nyert 5-0-ra (1911. december 25-én és 1983. április 4-én.)
A legtöbb gólt az Arsenal ellen Billy Minter és Bobby Smith szerezte, mindketten kilenc-kilenc góllal tartják ezt a rekordot. A Tottenham ellen Alan Sunderland és Robert Pirès lőtt nyolc gólt. Az Arsenal hátvédje, David O’Leary játszott a legtöbb észak-londoni derbin (35-ön), a Spurs-nél Gary Mabbutt és Steve Perryman 31-szer játszott az Arsenal ellen.
2008. január 22. szerint
|                     | Arsenal győzelem | Döntetlen | Tottenham győzelem | Arsenal gólok | Tottenham gólok |
| ------------------- | ---------------- | --------- | ------------------ | ------------- | --------------- |
| Bajnokság           | 59               | 38        | 45                 | 215           | 190             |
| FA-kupa             | 3                | 0         | 2                  | 7             | 5               |
| Ligakupa            | 5                | 3         | 3                  | 15            | 15              |
| FA Community Shield | 0                | 1         | 0                  | 0             | 0               |
| Összesen            | 67               | 42        | 50                 | 237           | 210             |

#### Fontosabb mérkőzések
- Tottenham 0-1 Arsenal (1971. május 3.)

Ez a mérkőzés volt az 1970-71-es bajnoki szezon utolsó meccse. Az Arsenalnak szüksége volt a győzelemre, vagy egy gól nélküli döntetlenre a Tottenham otthonában. A mérkőzés szoros volt; a néhány komolyabb gólhelyzetet senki sem tudta gólra váltani, egészen az utolsó pár percig. Három perccel a lefújás előtt John Radford lövését hárította Pat Jennings, a kipattanó labdát George Armstrong szerezte meg, majd Ray Kennedy fejelte be a győztes gólt.
- Tottenham 1-2 Arsenal (1987. március 4.)

A Spurs és az Arsenal 2-2-es összesítéssel zárta a Ligakupa elődöntőit, az újrajátszásra a White Hart Lane-en került sor. A Tottenham Clive Allen góljával vezetést szerzett, azonban az Arsenal csereként beállt játékosa, Ian Allinson egyenlített, és David Rocastle lőtte be a győztes gólt, amivel az Arsenal jutott tovább a döntőbe.
- Tottenham 3-1 Arsenal (1991. április 14. Wembley Stadion)

Ez a mérkőzés volt az első FA Kupa elődöntő a két csapat között. A Tottenham középpályása, Paul Gascoigne 5 perc után lőtt gólt szabadrúgásból mintegy 30 méterről. Gascoigne után Gary Lineker duplázta meg az előnyüket, majd még a félidő előtt az Arsenalos Alan Smith szépített. A második félidőben ismét Lineker szerzett gólt, ezzel beállította a végeredményt is. A Spurs játékosai egy hónappal később már a kupát emelhették a magasba.
- Arsenal 1-0 Tottenham (1993. április 4. Wembley Stadion)

Az FA Kupa elődöntőjének második mérkőzésén az Arsenal bosszút állhatott riválisán a két évvel ezelőtti 3-1-es vereségért ugyanitt, az FA Kupa elődöntőjében. Tony Adams fejelt a kapuba Paul Merson szabadrúgását követően a 79. percben.
- Tottenham 2-2 Arsenal (2004. április 25.)

Az Arsenal veretlen volt a bajnokságban, és csak egy pontot kellett szereznie, hogy biztos legyen a bajnoki cím számukra. 35 perc után az Ágyúsok Patrick Vieira és Robert Pirès góljaival már 2-0-ra vezetett. A Spurs azonban a második félidőben kiegyenlített: először Jamie Redknapp talált be az ellenfél kapujába, majd a 90. percben Robbie Keane értékesített büntetőt. A döntetlen ellenére az Arsenal 1971 óta újból megnyerte a bajnokságot.
- Tottenham 5-1 Arsenal (2008. január 22.)

Az Angol Ligakupa elődöntőjének második fordulója nagy meglepetést hozott mindkét csapat számára. Ez volt a Tottenham első győzelme 1999 novembere óta az Arsenal ellen, valamint a legnagyobb arányú győzelem 1983 óta. Az Emirates Stadionban elért 1-1-es döntetlen után a Spurs a White Hart Lane-en 2-0-s vezetéssel ment le a pályáról az első félidő után. Jermaine Jenas szerzett vezetést a 3. percben, majd a 27. percben Nicklas Bendtner fejelt öngólt. A második félidőben először Robbie Keane, majd Aaron Lennon talált be a kapuba. A 70. percben Emmanuel Adebayor szépített, 20 perccel később Steed Malbranque állította be a végeredményt. A Tottenham így 6-2-es összesítéssel jutott a 2008-as Ligakupa döntőjébe.

#### Játékosok mindkét csapatban
A rivalizálás ellenére néhány játékos egyaránt játszott a Tottenham és az Arsenal színeiben is. Az alábbi táblázatokban vannak felsorolva.

#### Tottenham, majd Arsenal
| Név             | Poszt | Tottenham | Tottenham | Tottenham | Arsenal   | Arsenal | Arsenal |
| Név             | Poszt | Karrier   | Meccsek   | Gólok     | Karrier   | Meccsek | Gólok   |
| --------------- | ----- | --------- | --------- | --------- | --------- | ------- | ------- |
| George Hunt     | Cs    | 1930–1937 | 198       | 137       | 1937–1938 | 21      | 3       |
| Freddie Cox     | Jsz   | 1938–1949 | 105       | 18        | 1949–1953 | 94      | 16      |
| Vic Groves      | Kp    | 1952–1953 | 4         | 3         | 1955–1964 | 201     | 37      |
| Jimmy Robertson | Jsz   | 1964–1968 | 181       | 31        | 1968–1970 | 59      | 8       |
| Steve Walford   | H     | 1975–1977 | 1         | 1         | 1977–1981 | 98      | 4       |
| Willie Young    | H     | 1975–1977 | 64        | 4         | 1977–1981 | 237     | 19      |
| Pat Jennings    | K     | 1964–1977 | 590       | 1         | 1977–1985 | 327     | 0       |
| Kevin Stead     | H     | 1976–1978 | 14        | 0         | 1978–1979 | 2       | 0       |
| Sol Campbell    | H     | 1992–2001 | 315       | 15        | 2001–2006 | 197     | 11      |

Magyarázat: K=Kapus, H=Hátvéd, Kp=Középpályás, Jsz=Jobbszélső, Cs=Csatár
Menedzserek: Herbert Chapman a Spurs amatőr csapatának tagja volt 1905 és 1907 között. Később ő lett az Ágyúsok első olyan menedzsere, aki trófeát is nyert a csapattal. Ezt a posztot 1925 és 1934 között töltötte be.

#### Arsenal, majd Tottenham
| Név               | Poszt | Arsenal   | Arsenal | Arsenal | Tottenham | Tottenham | Tottenham |
| Név               | Poszt | Karrier   | Meccsek | Gólok   | Karrier   | Meccsek   | Gólok     |
| ----------------- | ----- | --------- | ------- | ------- | --------- | --------- | --------- |
| Jimmy Brain       | Cs    | 1924–1932 | 232     | 139     | 1931–1935 | 34        | 10        |
| Laurie Brown      | H     | 1961–1964 | 109     | 2       | 1964–1966 | 65        | 3         |
| David Jenkins     | Kp    | 1966–1968 | 25      | 9       | 1968–1970 | 17        | 2         |
| Rohan Ricketts    | Kp    | 2001–2002 | 1       | 0       | 2002–2005 | 36        | 2         |
| David Bentley     | Kp    | 1997–1996 | 8       | 1       | 2008–2011 | 41        | 3         |
| William Gallas    | H     | 2006–2010 | 101     | 12      | 2010-2013 | 61        | 1         |
| Emmanuel Adebayor | Cs    | 2006–2009 | 143     | 62      | 2011-2015 | 106       | 41        |

Magyarázat: H=Hátvéd, Kp=Középpályás, Cs=Csatár
Menedzserek: A korábbi Arsenal játékos, Joe Hulme volt a Tottenham menedzsere 1945 és 1949 között. A szintén Arsenalos Terry Neill is ült már a Spurs kispadján 1974 és 1976 között, mielőtt visszatért az Ágyúsokhoz, ahol 1976 és 1983 között volt menedzser. George Graham először játékos, majd edző volt az Arsenal-nál 1986 és 1994 között. 1998 és 2001 között a Tottenham-nél vállalt munkát, mint menedzser.
Clive Allen három mérkőzésen lépett pályára Arsenal mezben az 1980-81-es előszezonban.

### További riválisok
A klub riválisai közt -az Arsenalon kívül- a két szintén londoni klubot, a Chelsea-t és a West Ham United-et tartják számon. Ez a rivalizálás azonban nem akkora erejű, mint az Arsenal-lal.

## Sikerlista
- 2-szeres angol bajnok: 1951, 1961

Ezüstérmes (5-ször): 1922, 1952, 1957, 1963, 2017
- 2-szeres másodosztályú bajnok: 1920, 1950

Ezüstérmes (2-szer): 1909, 1933
- 8-szoros angol kupa-győztes: 1901, 1921, 1961, 1962, 1967, 1981, 1982, 1991

Ezüstérmes (1-szer): 1987
- 4-szeres Ligakupa-győztes: 1971, 1973, 1999, 2008

Ezüstérmes (3-szor): 1982, 2002, 2009
- 7-szeres angol Szuperkupa-győztes: 1921, 1952, 1962, 1963, 1968, 1982, 1992
- 1-szeres KEK-győztes: 1963
- 3-szoros UEFA-kupa/Európa-liga-győztes: 1972, 1984, 2025

Ezüstérmes (1-szer): 1974
- 1-szeres Vodacom Challenge-győztes: 2007
- 1-szeres Peace Cup-győztes: 2005
- 1-szeres Kirin-kupa-győztes: 1979

## Jelenlegi keret
Utolsó módosítás: 2024. augusztus 31.
A vastaggal jelzett játékosok felnőtt válogatottsággal rendelkeznek.
A dőlttel jelzett játékosok kölcsönben szerepelnek a klubnál.
| Mezszám                | Név               | Nemzetiség    | Születési hely              | Születési idő (kor)            | Korábbi csapat            | Érték(€)     | Szerződés lejárta |
| Kapusok                | Kapusok           | Kapusok       | Kapusok                     | Kapusok                        | Kapusok                   | Kapusok      | Kapusok           |
| ---------------------- | ----------------- | ------------- | --------------------------- | ------------------------------ | ------------------------- | ------------ | ----------------- |
| 1                      | Guglielmo Vicario | ITA           | Udine                       | 1996. október 7. (28 éves)     | Empoli FC                 | 35 000 000   | 2028.06.30.       |
| 20                     | Fraser Forster    | ENG           | Hexham                      | 1988. március 17. (37 éves)    | Southampton FC            | 1 200 000    | 2025.06.30.       |
| 40                     | Brandon Austin    | ENG · USA     | Hemel Hempstead             | 1999. január 8. (26 éves)      | Utánpótlásból került fel  | 600 000      | 2025.06.30.       |
| 41                     | Alfie Whiteman    | ENG           | London                      | 1998. október 2. (26 éves)     | Utánpótlásból került fel  | 500 000      | 2025.06.30.       |
| Védők                  |                   |               |                             |                                |                           |              |                   |
| 3                      | Sergio Regullón   | SPA           | Madrid                      | 1996. december 16. (28 éves)   | Brentford FC              | 12 000 000   | 2025.06.30.       |
| 6                      | Radu Drăgușin     | román         | Bukarest                    | 2002. február 3. (23 éves)     | Genoa CFC                 | 25 000 000   | 2030.06.30.       |
| 13                     | Destiny Udogie    | ITA · NGA     | Verona                      | 2002. november 28. (22 éves)   | Udinese Calcio            | 45 000 000   | 2030.06.30.       |
| 17                     | Cristian Romero   | ARG           | Córdoba                     | 1998. április 27. (27 éves)    | Atalanta BC               | 65 000 000   | 2027.06.30.       |
| 23                     | Pedro Porro       | SPA           | Don Benito                  | 1999. szeptember 13. (25 éves) | Sporting CP               | 45 000 000   | 2028.06.30.       |
| 24                     | Djed Spence       | angol · JAM   | London                      | 2000. augusztus 9. (25 éves)   | Genoa CFC                 | 8 000 000    | 2028.06.30.       |
| 33                     | Ben Davies        | Wales         | Neath                       | 1993. április 24. (32 éves)    | Swansea City AFC          | 10 000 000   | 2025.06.30.       |
| 37                     | Micky van de Ven  | holland       | Wormer                      | 2001. április 19. (24 éves)    | VfL Wolfsburg             | 55 000 000   | 2029.06.30.       |
| Középpályások          |                   |               |                             |                                |                           |              |                   |
| 8                      | Yves Bissouma     | MLI · CIV     | Issia                       | 1996. augusztus 30. (28 éves)  | Brighton & Hove Albion FC | 35 000 000   | 2026.06.30.       |
| 10                     | James Maddison    | ENG           | Coventry                    | 1996. november 23. (28 éves)   | Leicester City FC         | 70 000 000   | 2028.06.30.       |
| 14                     | Archie Gray       | angol · SCO   | Durham                      | 2006. március 12. (19 éves)    | Leeds United FC           | 25 000 000   | 2030.06.30.       |
| 15                     | Lucas Bergvall    | SWE           | Stockholm                   | 2006. február 2. (19 éves)     | Djurgården                | 12 000 000   | 2029.06.30.       |
| 29                     | Pape Sarr         | SEN           | Thiaroye                    | 2002. szeptember 14. (22 éves) | FC Metz                   | 45 000 000   | 2030.06.30.       |
| 30                     | Rodrigo Bentancur | URU           | Nueva Helvecia              | 1997. június 25. (28 éves)     | Juventus FC               | 35 000 000   | 2026.06.30.       |
| Támadók                |                   |               |                             |                                |                           |              |                   |
| 7                      | Szon Hungmin      | KOR           | Cshuncshon                  | 1992. július 8. (33 éves)      | Bayer 04 Leverkusen       | 45 000 000   | 2025.06.30.       |
| 9                      | Richarlison       | BRA           | Nova Venécia                | 1997. május 10. (28 éves)      | Everton FC                | 35 000 000   | 2027.06.30.       |
| 16                     | Timo Werner       | német         | Stuttgart                   | 1996. március 6. (29 éves)     | RB Leipzig                | 17 000 000   | 2025.06.30.       |
| 19                     | Dominic Solanke   | ENG           | Reading                     | 1997. szeptember 14. (27 éves) | AFC Bournemouth           | 45 000 000   | 2030.06.30.       |
| 21                     | Dejan Kulusevski  | SWE · MKD     | Stockholm                   | 2000. április 25. (25 éves)    | Juventus FC               | 55 000 000   | 2028.06.30.       |
| 22                     | Brennan Johnson   | Wales · ENG   | Nottingham                  | 2001. május 23. (24 éves)      | Nottingham Forest FC      | 48 000 000   | 2028.06.30.       |
| 28                     | Wilson Odobert    | FRA           | Meaux                       | 2004. november 28. (20 éves)   | Burnley FC                | 18 000 000   | 2029.06.30        |
| 42                     | Will Lankshear    | angol         | Welwyn Garden City          | 2005. április 20. (20 éves)    | Utánpótlásból került fel  | Nem publikus | 2027.06.30        |
| 47                     | Mikey Moore       | angol         | London                      | 2007. augusztus 11. (17 éves)  | Utánpótlásból került fel  | 1 000 000    | 2027.06.30.       |
|                        | Jang Minhjak      | KOR           | Kvangdzsu                   | 2006. április 16. (19 éves)    | Gangvon FC                | 3 500 000    | Nem publikus      |
| Kölcsönadott játékosok |                   |               |                             |                                |                           |              |                   |
| Név                    | Poszt             | Nemzetiség    | Születési hely              | Születési idő (kor)            | Kölcsönben itt            | Érték(€)     | Kölcsön lejárta   |
| Ashley Phillips        | védő              | ENG · Wales   | Salford                     | 2005. június 26. (20 éves)     | Stoke City FC             | 2 200 000    | 2025.06.30.       |
| Alfie Devine           | középpályás       | angol         | Warrington                  | 2004. augusztus 1. (21 éves)   | KVC Westerlo              | 2 200 000    | 2025.06.30.       |
| Pierre-Emile Højbjerg  | középpályás       | dán · francia | Koppenhága                  | 1995. augusztus 5. (30 éves)   | Olympique de Marseille    | 20 000 000   | 2025.06.30.       |
| Bryan Gil              | támadó            | spanyol       | L'Hospitalitet de Llobregat | 2001. február 11. (24 éves)    | Girona FC                 | 14 000 000   | 2025.06.30        |
| Alejo Véliz            | támadó            | ARG           | Gödeken                     | 2003. szeptember 19. (21 éves) | RCD Espanyol              | 9 000 000    | 2025.06.30.       |
| Dane Scarlett          | támadó            | angol         | London                      | 2004. március 24. (21 éves)    | Oxford United FC          | 1 500 000    | 2025.06.30.       |
| Manor Szolomon         | Támadó            | Izrael · POR  | Kfar Saba                   | 1999. július 24. (26 éves)     | Leeds United FC           | 11 000 000   | 2025.05.31.       |

### Jelentős játékosok
| - 1882 Bobby Buckle - 1899 Jack Kirwan - 1901 Vivian Woodward - 1908 Billy Minter - 1908 Tom Morris - 1909 Walter Tull - 1939 Les Medley - 1945 Sonny Walters - 1946 Len Duquemin - 1947 Eddie Baily - 1948 Tommy Harmer - 1949 Alf Ramsey - 1961 Jimmy Greaves - 1962 Phil Beal - 1963 Jimmy Robertson - 1964 Alan Gilzean - 1964 Cyril Knowles - 1965 Joe Kinnear - 1966 Mike England - 1966 Terry Venables | - 1969 Steve Perryman - 1971 Ralph Coates - 1975 Gerry Armstrong - 1977 Chris Hughton - 1978 Mickey Hazard - 1980 Steve Archibald - 1980 Garth Crooks - 1980 Graham Roberts - 1981 Ray Clemence - 1983 Danny Thomas - 1985 David Howells - 1986 Nico Claesen - 1986 Steve Hodge - 1987 Vinny Samways - 1988 Paul Gascoigne - 1988 Paul Stewart - 1988 Erik Thorstvedt - 1988 Nayim - 1989 Ian Walker - 1991 Nick Barmby | - 1992 Darren Anderton - 1992 Sol Campbell - 1993 Colin Calderwood - 1993 Stephen Carr - 1994 Jürgen Klinsmann - 1994 Gheorghe Popescu - 1994 Ronnie Rosenthal - 1995 Chris Armstrong - 1996 Steffen Iversen - 1997 Les Ferdinand - 1997 David Ginola - 1999 Øyvind Leonhardsen - 1999 Ledley King - 2000 Szerhij Rebrov - 2001 Kasey Keller - 2001 Gustavo Poyet - 2001 Christian Ziege - 2001 Anthony Gardner - 2002 Jamie Redknapp - 2002 Robbie Keane | - 2003 Frédéric Kanouté - 2004 Michael Carrick - 2004 Núr ed-Dín Najbet - 2004 Jermain Defoe - 2004 Paul Robinson - 2005 Edgar Davids - 2005 Michael Dawson - 2006 Dimitar Berbatov - 2007 Gareth Bale - 2008 Luka Modrić - 2011 Emmanuel Adebayor - 2012 Paulinho - 2013 Erik Lamela - 2014 Christian Eriksen - 2015 Harry Kane - 2015 Szon Hungmin - 2022 Richarlison - 2023 James Maddison |

#### Hírességek csarnoka
Az alábbi játékosok a Tottenham Hírességek Csarnokának tagjai. A legutóbb csatlakozó játékosok Chris Waddle és Paul Allen, akik 2009. február 12-én lettek a Hírességek Csarnokának tagjai.
| - Arthur Grimsdell - Jimmy Dimmock - Bill Nicholson - Ronnie Burgess - Ted Ditchburn - Peter Baker - Danny Blanchflower - Maurice Norman | - Bobby Smith - Terry Medwin - Cliff Jones - Les Allen - Bill Brown - Dave Mackay - John White - Terry Dyson | - Ron Henry - Pat Jennings - Alan Mullery - Martin Peters - Keith Burkinshaw - Glenn Hoddle - Gary Mabbutt - Gary Lineker | - Willie Hall - Martin Chivers - Ricardo Villa - Osvaldo Ardiles - Clive Allen - Teddy Sheringham - Chris Waddle - Paul Allen |

## Menedzserek
- 1898  Frank Brettell
- 1899  John Cameron
- 1907  Fred Kirkham
- 1912  Peter McWilliam
- 1927  Billy Minter
- 1930  Percy Smith
- 1935  Wally Hardinge (megbízott edző)
- 1935  Jack Tresadern
- 1938  Peter McWilliam
- 1942  Arthur Turner
- 1946  Joe Hulme
- 1949  Arthur Rowe
- 1955  Jimmy Anderson
- 1958  Bill Nicholson
- 1974  Terry Neill
- 1976  Keith Burkinshaw
- 1984  Peter Shreeves
- 1986  David Pleat
- 1987  Trevor Hartley és Doug Livermore (megbízott edzők)
- 1987  Terry Venables
- 1991  Peter Shreeves
- 1992  Doug Livermore és Ray Clemence
- 1993  Osvaldo Ardiles
- 1994  Steve Perryman (megbízott edző)
- 1994  Gerry Francis
- 1997  Chris Hughton (megbízott edző)
- 1997  Christian Gross
- 1998  David Pleat (megbízott edző)
- 1998  George Graham
- 2001  David Pleat (megbízott edző)
- 2001  Glenn Hoddle
- 2003  David Pleat (megbízott edző)
- 2004  Jacques Santini
- 2004  Martin Jol
- 2007  Clive Allen és Alex Inglethorpe (megbízott edzők)
- 2007  Juande Ramos
- 2008  Harry Redknapp
- 2012  André Villas-Boas
- 2013  Tim Sherwood
- 2014  Mauricio Pochettino
- 2019  José Mourinho
- 2021  Ryan Mason (megbízott edző)
- 2021  Nuno Espirito Santo
- 2021  Antonio Conte
- 2023  Ryan Mason (megbízott edző)
- 2023  Ange Postecoglou
- 2025  Thomas Frank

## Statisztikák, rekordok
- Legtöbb néző: 75.038 a Sunderland ellen (FA Kupa), 1938. március 5.
- Legnagyobb győzelem (bajnokság): 9:0 a Bristol Rovers ellen (másodosztály), 1977. október 22.
- Legnagyobb győzelem (kupa): 13:2 a Crewe Alexandra ellen (FA Kupa), 1960. február 3.
- Legnagyobb vereség (bajnokság): 0:7 a Liverpool ellen (elsőosztály), 1978. szeptember 2.
- Legnagyobb vereség (kupa): 0:8 az 1. FC Köln ellen (UEFA Intertotó Kupa), 1995. július 22.
- Legtöbb pont egy szezonban (győzelem = 2 pont): 70, 42 meccs alatt (másodosztály), 1919-20-as szezon
- Legtöbb pont egy szezonban (győzelem = 3 pont): 77, 42 meccs alatt (elsőosztály), 1984-85-ös szezon
- Legtöbb gól egy szezonban: 115, 42 meccs alatt (elsőosztály), 1960-61-es szezon
- Legdrágább játékos (eladás): Gareth Bale a Real Madrid CF, 101 millió font, 2013. szeptember 1.
- Legdrágább játékos (vétel): Tanguy Ndombele a Olympique Lyon-től, 56 millió euró, 2019. július
- Egy szezonban a legtöbb gólt szerző játékos: Clive Allen, 49 gól, 1986-87-es szezon
- A Tottenham-nek a legtöbb gólt szerző játékos: Jimmy Greaves, 220 gól, 1961-70
- A legtöbb bajnoki meccsen részt vevő játékos a Tottenham-ben: Steve Perryman, 655 meccs, 1969-1986

### Angliai rekordok
- Az első csapat, aki duplázott (bajnoki és FA-kupa győzelem) a 20. században (1960-1961)
- A legtöbb egymásutáni bajnoki győzelem az élvonalban: 11 (1960)
- Legtöbb győzelem a bajnokságban egy szezonban: 31 42 mérkőzésből (1960-1961)
- Legtöbb pont egy másodosztályú szezonban (győzelem = 2 pont): 70 (1919-20)
- Az egyetlen csapat, aki ligán kívüliként nyert FA-kupát (1901)
- Az első brit csapat, aki európai kupát nyert (Kupagyőztesek Európa-kupája, 1963)
- Az első csapat, aki az új Wembley Stadionban megnyerte a Ligakupát (2008)
- A leggyorsabb Premier League-gól szerzője: 9,7 másodperc után (Ledley King a Bradford City ellen 2000-ben)
- Brit rekordtartó: nyolc egymásutáni győzelem európai kupában

### Európai rekordok
- Az első csapat, aki UEFA-kupát nyert (1972)

### Elsőosztály
- 1909–10 – 1914–15
- 1920–21 – 1927–28
- 1933–34 – 1934–35
- 1950–51 – 1976–77
- 1978–79 – 2008–09

### Premier League-statisztika
A Tottenham Premier League-tag már az alapítás óta. A legjobb eredményüket eddig a 2016–2017-es szezonban érték el, akkor a 2. helyet szerezték meg.
| Szezon  | Hely | Meccs | Gy | D  | V  | LG | KG | Pont |
| ------- | ---- | ----- | -- | -- | -- | -- | -- | ---- |
| 2020–21 | 7.   | 38    | 18 | 8  | 12 | 68 | 45 | 62   |
| 2019–20 | 6.   | 38    | 16 | 11 | 11 | 61 | 47 | 59   |
| 2018–19 | 4.   | 38    | 23 | 2  | 13 | 67 | 39 | 71   |
| 2017–18 | 3.   | 38    | 23 | 8  | 7  | 74 | 36 | 77   |
| 2016–17 | 2.   | 38    | 26 | 8  | 4  | 86 | 26 | 86   |
| 2015–16 | 3.   | 38    | 19 | 13 | 6  | 69 | 35 | 70   |
| 2014–15 | 5.   | 38    | 19 | 7  | 12 | 58 | 53 | 64   |
| 2013–14 | 6.   | 38    | 21 | 6  | 11 | 55 | 51 | 69   |
| 2012–13 | 5.   | 38    | 21 | 9  | 8  | 66 | 46 | 72   |
| 2011–12 | 4.   | 38    | 20 | 9  | 9  | 66 | 41 | 69   |
| 2010–11 | 5.   | 38    | 16 | 14 | 8  | 55 | 46 | 62   |
| 2009–10 | 4.   | 38    | 21 | 7  | 10 | 67 | 41 | 70   |
| 2008–09 | 8.   | 38    | 14 | 9  | 15 | 45 | 45 | 51   |
| 2007–08 | 11.  | 38    | 11 | 13 | 14 | 66 | 61 | 46   |
| 2006–07 | 5.   | 38    | 17 | 9  | 12 | 57 | 54 | 60   |
| 2005–06 | 5.   | 38    | 18 | 11 | 9  | 53 | 38 | 65   |
| 2004–05 | 9.   | 38    | 14 | 10 | 14 | 47 | 41 | 52   |
| 2003–04 | 14.  | 38    | 13 | 6  | 19 | 47 | 57 | 45   |
| 2002–03 | 10.  | 38    | 14 | 8  | 16 | 51 | 62 | 50   |
| 2001–02 | 9.   | 38    | 14 | 8  | 16 | 49 | 53 | 50   |
| 2000–01 | 12.  | 38    | 13 | 10 | 15 | 47 | 54 | 49   |
| 1999–00 | 10.  | 38    | 15 | 8  | 15 | 57 | 49 | 53   |
| 1998–99 | 11.  | 38    | 11 | 14 | 13 | 47 | 50 | 47   |
| 1997–98 | 14.  | 38    | 11 | 11 | 16 | 44 | 56 | 44   |
| 1996–97 | 10.  | 38    | 13 | 7  | 18 | 44 | 51 | 46   |
| 1995–96 | 8.   | 38    | 16 | 13 | 9  | 50 | 38 | 61   |
| 1994–95 | 7.   | 42    | 16 | 14 | 12 | 66 | 58 | 62   |
| 1993–94 | 15.  | 42    | 11 | 12 | 19 | 54 | 59 | 45   |
| 1992–93 | 8.   | 42    | 16 | 11 | 15 | 60 | 66 | 59   |

### Legjobb góllövők szezononként
| Szezon  | Játékos                       | Gólok össz. | Bajnokság | Kupa | UEFA |
| ------- | ----------------------------- | ----------- | --------- | ---- | ---- |
| 2007–08 | Dimitar Berbatov Robbie Keane | 23          | 15        | 3 4  | 5 4  |
| 2006–07 | Dimitar Berbatov              | 23          | 12        | 4    | 7    |
| 2005–06 | Robbie Keane                  | 16          | 16        | 0    | 0    |
| 2004–05 | Jermain Defoe                 | 22          | 13        | 9    | 0    |
| 2003–04 | Robbie Keane                  | 16          | 14        | 2    | 0    |
| 2002–03 | Teddy Sheringham Robbie Keane | 13          | 12 13     | 1 0  | 0    |
| 2001–02 | Gustavo Poyet                 | 14          | 10        | 4    | 0    |
| 2000–01 | Szerhij Rebrov                | 12          | 9         | 3    | 0    |
| 1999–00 | Steffen Iversen               | 17          | 14        | 2    | 1    |
| 1998–99 | Steffen Iversen               | 13          | 9         | 4    | 0    |
| 1997–98 | Jürgen Klinsmann David Ginola | 9           | 9 6       | 0 3  | 0    |
| 1996–97 | Teddy Sheringham              | 8           | 7         | 1    | 0    |
| 1995–96 | Teddy Sheringham              | 24          | 16        | 8    | 0    |
| 1994–95 | Jürgen Klinsmann              | 29          | 20        | 9    | 0    |
| 1993–94 | Teddy Sheringham              | 16          | 14        | 2    | 0    |
| 1992–93 | Teddy Sheringham              | 28          | 21        | 7    | 0    |
| 1991–92 | Gary Lineker                  | 35          | 28        | 5    | 2    |
| 1990–91 | Gary Lineker Paul Gascoigne   | 19          | 15 7      | 4 12 | 0    |
| 1989–90 | Gary Lineker                  | 26          | 24        | 2    | 0    |
| 1988–89 | Chris Waddle                  | 14          | 14        | 0    | 0    |
| 1987–88 | Clive Allen                   | 13          | 11        | 2    | 0    |
| 1986–87 | Clive Allen                   | 49          | 33        | 16   | 0    |
| 1985–86 | Mark Falco                    | 21          | 19        | 2    | 0    |
| 1984–85 | Mark Falco                    | 29          | 22        | 3    | 4    |
| 1983–84 | Steve Archibald               | 28          | 21        | 2    | 5    |
| 1982–83 | Steve Archibald Garth Crooks  | 15          | 11 8      | 2 4  | 2 3  |
| 1981–82 | Garth Crooks                  | 18          | 13        | 3    | 2    |
| 1980–81 | Steve Archibald               | 25          | 20        | 5    | 0    |
| 1979–80 | Glenn Hoddle                  | 22          | 19        | 3    | 0    |
| 1978–79 | Peter Taylor                  | 12          | 11        | 1    | 0    |
| 1977–78 | John Duncan                   | 20          | 16        | 4    | 0    |
| 1976–77 | Chris Jones                   | 9           | 9         | 0    | 0    |
| 1975–76 | John Duncan                   | 25          | 20        | 5    | 0    |
| 1974–75 | John Duncan                   | 12          | 12        | 0    | 0    |
| 1973–74 | Martin Chivers                | 23          | 17        | 0    | 6    |
| 1972–73 | Martin Chivers                | 33          | 17        | 8    | 8    |
| 1971–72 | Martin Chivers                | 42          | 25        | 9    | 8    |
| 1970–71 | Martin Chivers                | 29          | 22        | 7    | 0    |

### Minden idők legjobb góllövői
| Játékos          | Meccsek a Tottenham-ben | Gólok össz. | Bajnokság | Kupa | UEFA |
| ---------------- | ----------------------- | ----------- | --------- | ---- | ---- |
| Jimmy Greaves    | 379                     | 266         | 220       | 37   | 9    |
| Bobby Smith      | 317                     | 208         | 176       | 22   | 10   |
| Martin Chivers   | 367                     | 174         | 118       | 34   | 22   |
| Cliff Jones      | 378                     | 159         | 135       | 17   | 7    |
| George Hunt      | 198                     | 137         | 124       | 13   | 0    |
| Len Duquemin     | 307                     | 134         | 114       | 20   | 0    |
| Alan Gilzean     | 439                     | 133         | 93        | 27   | 13   |
| Teddy Sheringham | 277                     | 124         | 97        | 27   | 0    |
| Les Bennett      | 294                     | 116         | 102       | 14   | 0    |
| Jimmy Dimmock    | 438                     | 112         | 100       | 12   | 0    |